# 岡山市立御津中学校
岡山市立御津中学校（おかやましりつ みつちゅうがっこう）は、岡山県岡山市北区御津宇垣にある公立中学校。

## 概要
JR岡山駅から車で北へ約40分のところに位置しており、妙見山（260メートル）の東裾野の高台にある。標高は約70メートル。東方向に徒歩約15分でJR金川駅があり、旭川が南北に流れる。 1984年（昭和59年）3月に現在地に校舎を移転した。2005年（平成17年）3月に御津町と岡山市の合併により、岡山市立御津中学校に改称する。

## 沿革
- 1947年（昭和22年）4月1日 - 金川町外三箇村学校組合立金川中学校を設立、宇垣村外二箇村学校組合立宇垣中学校を設立。
- 1958年（昭和33年）9月30日 - 町村合併により御津郡御津町立御津中学校を設立
- 1959年（昭和34年）3月 - 校舎二棟増築完成(普通教室8･特別教室4)
- 1960年（昭和35年）12月1日 - 体育館落成挙行
- 1961年（昭和36年）1月24日 - 校舎1棟増築完成(普通教室2)
- 1984年（昭和59年）3月12日 - 新校舎及び御津町立学校給食共同調理場竣工式挙行
- 1984年（昭和59年）3月31日 - 御津町大字宇垣1227番地へ校舎移転
- 1984年（昭和59年）4月9日 - 新校舎開校式
- 1992年（平成04年）4月1日 - プール竣工
- 2005年（平成17年）3月22日 - 御津町が岡山市編入により、岡山市立御津中学校に改称

## 教育目標
豊かな心と広い視野をもち、個性を発揮し、社会に貢献する人間の育成

## 部活動
- 運動部
  - 野球部（男子・女子）
  - サッカー部（男子・女子）
  - バレーボール部（女子）
  - ソフトテニス部（女子）
  - 卓球部（男子）
  - 剣道部（男子・女子）
- 文化部
  - 吹奏楽部（男子・女子）
  - 美術部（男子・女子）

## 通学区域
- 御津小学校区[1]
  - 北区 御津宇甘、御津中泉、御津高津、御津下田、御津金川、御津宇垣（富谷）、御津矢原（中須賀、大園）、御津川高（大曽根）、御津草生、御津鹿瀬、御津紙工、御津虎倉、御津勝尾
- 五城小学校区
  - 北区 御津矢原（中須賀、大園を除く）、御津平岡西、御津中畑、御津矢知、 御津石上、御津新庄、御津伊田
- 御津南小学校区
  - 北区 御津河内、御津宇垣（山条、原）、御津野々口、御津吉尾、御津北野、御津中山、御津中牧、 御津川高（大曽根を除く）、御津国ヶ原、御津芳谷

## 進学前小学校
- 岡山市立御津小学校[1]
- 岡山市立五城小学校
- 岡山市立御津南小学校

## 校区内の主な施設
- 岡山市 北区役所御津支所
- 御津町郷土歴史資料館
- 岡山市立御津小学校
- 岡山県立岡山御津高等学校
- 岡山市 御津金川・認定こども園
- JR金川駅
- 国立病院機構岡山市立金川病院
- 御津郵便局

## 交通
- JR西日本津山線金川駅から徒歩約10分（約800メートル）

## 通学区域が隣接している学校
- 岡山市立岡北中学校
- 岡山市立香和中学校
- 岡山市立足守中学校
- 吉備中央町立加賀中学校
- 岡山市立建部中学校
- 赤磐市立吉井中学校
- 赤磐市立赤坂中学校
- 赤磐市立高陽中学校